# Capela do Alto Alegre
Capela do Alto Alegre è un comune del Brasile nello Stato di Bahia, parte della mesoregione del Nordeste Baiano e della microregione di Serrinha.